# گاجا گامینی
گاجا گامینی (انگلیسی: Gaja Gamini) فیلم هندی به کارگردانی و نویسندگی M. F. Husain و با بازی مدوری دیکشیت و شاهرخ خان است.